# Шота Руставели
Шота Руставели (на грузински: შოთა რუსთაველი) е грузински поет от XII-XIII век. Автор е на поемата „Витязът в тигрова кожа“, смятана за националния епос на Грузия и с която той допринася най-много за грузинската литература.

## Биография
Прологът на най-известната му творба (писана не по-късно от първото десетилетие на XIII век, най-вероятно - през 1205-1207 г.) дава представа за неговата личност и става ясно, че е познавач на персийския език и поезия (за превод на каквато представя собствената си), но иначе биографичните сведения за Руставели са крайно оскъдни.
Смята се, че е роден между 1160 и 1165 г. Вероятно произхожда от южната част на Царство Грузия. Както народна традиция, така и кралският поет Арчил определят Руставели като родом от региона Месхетия, където се намира селото му Рустави (да не се бърка със съвременния град Рустави, близо до Тбилиси), по чието име е известен (Руставели не е фамилия, а териториален епитет, който може да се интерпретира като „на/от Рустави“). Наименованието е запазено и върху фреска и документ от "Манастира на Светия Кръст" в Йерусалим (където се предполага, че е починал поетът), а също е потвърдено и от повечето от по-късните грузински автори (от XV-XVIII век). Там той е споменат, като спонсор на манастира и с предполагаемата си длъжност при управлението на царица Тамара на главен ковчежник (министър на финансите). Също така е възможно той да е участвал и в различни военни походи и експедиции по това време.

## „Витязът в тигрова кожа“
Поемата е посветена на царица Тамара I от династията на Багратионите, която е прототип на индийската принцеса Нестан-Дарежан, любимата на Тариел, Витязът в тигрова кожа.
„Витязът в тигрова кожа“ е поема, превеждана на много езици и полярна в Грузия от създаването си до наши дни (21. век). През Средновековието се разпространява под формата на преписи. За първи път е публикувана през 1712 г. в грузинската столица Тбилиси. До началото на 20. в. произведението е част от зестрата на всяка булка.
Поемата се разглежда като „коронация на мисълта, поетическо и философско изкуство на Средновековна Грузия“, сложна творба с богати и върховни жанрове. Практически творбата хвали размера и славата на Царство Грузия в нейния Златен век, съвременната на автора епоха, намеквайки открито за широките и влиятелни връзки с околния свят до които е достигнала тогава. Руставели използва цялото богатство на старогрузинската писмена култура и, следвайки традициите на грузинския фолклор, създава и издига грузинската поезия до безпрецедентни висоти, описвайки най-високите идеали и стремежи на грузинската нация. Същевременно изобразяването им е в значителна степен алегорично, тъй като действието се развива в Индия и Арабия (без да се покриват точно със съвременните географски и етнографски представи за тях), обстановката и сюжетът не отразяват пряко някакви реални исторически събития, героите са измислени, а тяхната религиозна принадлежност е предимно мюсюлманска. Произведението неколкократно цитира Корана и изразява симпатии към исляма, с който авторът е явно запознат. Освен това то изразява и наклонността на Шота Руставели към поддържане на някои напредничави идеи, сред които и възприемането на робството, като несправедливост.
Самата поема разказва историята на двама героични войни - арабина Автандил и индиеца Тариел - които се сприятеляват и се впускат заедно в търсене на прокудената от родината си княгиня Нестан-Дарежан, която се оказва попаднала в плен на зъл владетел. Спасяват я и Тариел се жени за нея, а по-късно и Автандил се жени за търпеливо чакалата го арабска принцеса Тинатин. В идеализиран вид героите на творбата представят характерния за средновековните романи и за близкоизточната любовна поезия афинитет към куртоазия, щедрост, искреност, всеотдайност и дават израз на убеждението, че по права, битие и манталитет равенство между мъжете и жените е възможно, а приятелството между тях може да се простира и далеч извън съсловните изисквания и сексуалните отношения (за което е пример дружбата на Тариел с робинята Асмат, която макар и привлекателна е само негова приятелка и придружителка, но не и любовница). В края на творбата, двамата юнаци се сдобиват и със значителна власт в своите области, след като се помиряват с владетелите-бащи на любимите си и поемат управлението на тяхно място, властвайки в благополучие и в съгласие с интересите на народите си.

## Вандализъм над фреската в Израел
Безценната фреска, изобразяваща легендарния грузински поет става обект на вандализъм през юни 2004 г. в "Манастира на Светия кръст" в Йерусалим, Израел. Неизвестен вандал издрасква лицето на Шота Руставели и част от надписите на грузински. Грузия прави официално оплакване към Израел по този повод.